# اندیجان (شهرستان قره‌سو)
اندیجان (به لاتین: Anjyyan) یک روستا در قرقیزستان است که در استان اوش واقع شده‌است. اندیجان ۵٬۱۰۵ نفر جمعیت دارد.